# Trzaski (powiat łobeski)
Trzaski – kolonia w Polsce położona w województwie zachodniopomorskim, w powiecie łobeskim, w gminie Resko. Miejscowość wchodzi w skład sołectwa Policko.
W latach 1975–1998 miejscowość administracyjnie należała do województwa szczecińskiego.